# مووجشن
مووجشن (به لاتین: Młodzieszyn) یک روستا در لهستان است که در گمینا مووجشن واقع شده‌است. مووجشن ۱٬۳۰۰ نفر جمعیت دارد.